# Marcelle Ségal
Pour les articles homonymes, voir Segal.
Marcelle Ségal est une journaliste française née le 15 mai 1896 à Paris où elle est morte le 28 décembre 1998. Elle est connue pour avoir tenu le courrier du cœur dans le magazine féminin Elle de 1946 à 1987,.

## Biographie
Diplômée en mathématiques, elle devient dans un premier temps employée de banque. En 1937,elle est responsable du courrier des lecteurs de Paris-Soir Dimanche. 
En 1940, elle se réfugie à Lyon puis rejoint la Résistance. 
Sa petite-nièce, Anne Brunswic, est aussi devenue journaliste.

## Publications
- Mon métier : le Courrier du cœur, préface d’Hélène Gordon-Lazareff, Pierre Horay éditeur, 256 pages, 1952.
- Moi aussi j'étais seule, Paris, Grasset, « Centurion », 1971.